# Masha Slamovich
Ann Khozine (en ruso: Анна Хозина, Anna Khozina; nacida el 18 de junio de 1998) es una luchadora profesional rusa quien actualmente trabaja para Total Nonstop Action Wrestling (TNA). Es conocida principalmente por su trabajo en el circuito independiente. Es la actual Campeona Femenina de wXw en su primer reinado.
Khozine es una vez campeona mundial al haber ganado el Campeonato Mundial de GCW, siendo la primera mujer en haber ganado el título.

## Carrera en la lucha libre profesional

### National Wrestling Alliance (2021)
En NWA EmPowerrr, participó en el NWA Women's Invitational Cup Gauntlet Match, entrando de #9, eliminando a Jennacide, Jamie Senegal y a Kiera Hogan, sin embargo fue eliminada por Tootie Lynn.

### Regreso a Impact Wrestling (2021-presente)
En Bound Fo Glory, se enfrentó a Jordynne Grace por el Campeonato Mundial Knockouts de Impact, sin embargo perdió. En Impact Wrestling Over Drive, se enfrentó a Jordynne Grace en un Last Knockout Standing Match por el Campeonato Mundial Knockouts de Impact, sin embargo perdió.
En Hard to Kill, derrotó a Deonna Purrazzo, Taylor Wilde y Killer Kelly ganando una oportunidad por el Campeonato de Knockouts de Impact.

## Campeonatos y logros
- AAW: Wrestling Redefined
  - AAW Women's Championship (1 vez)[5]

- Combat Fights Unlimited

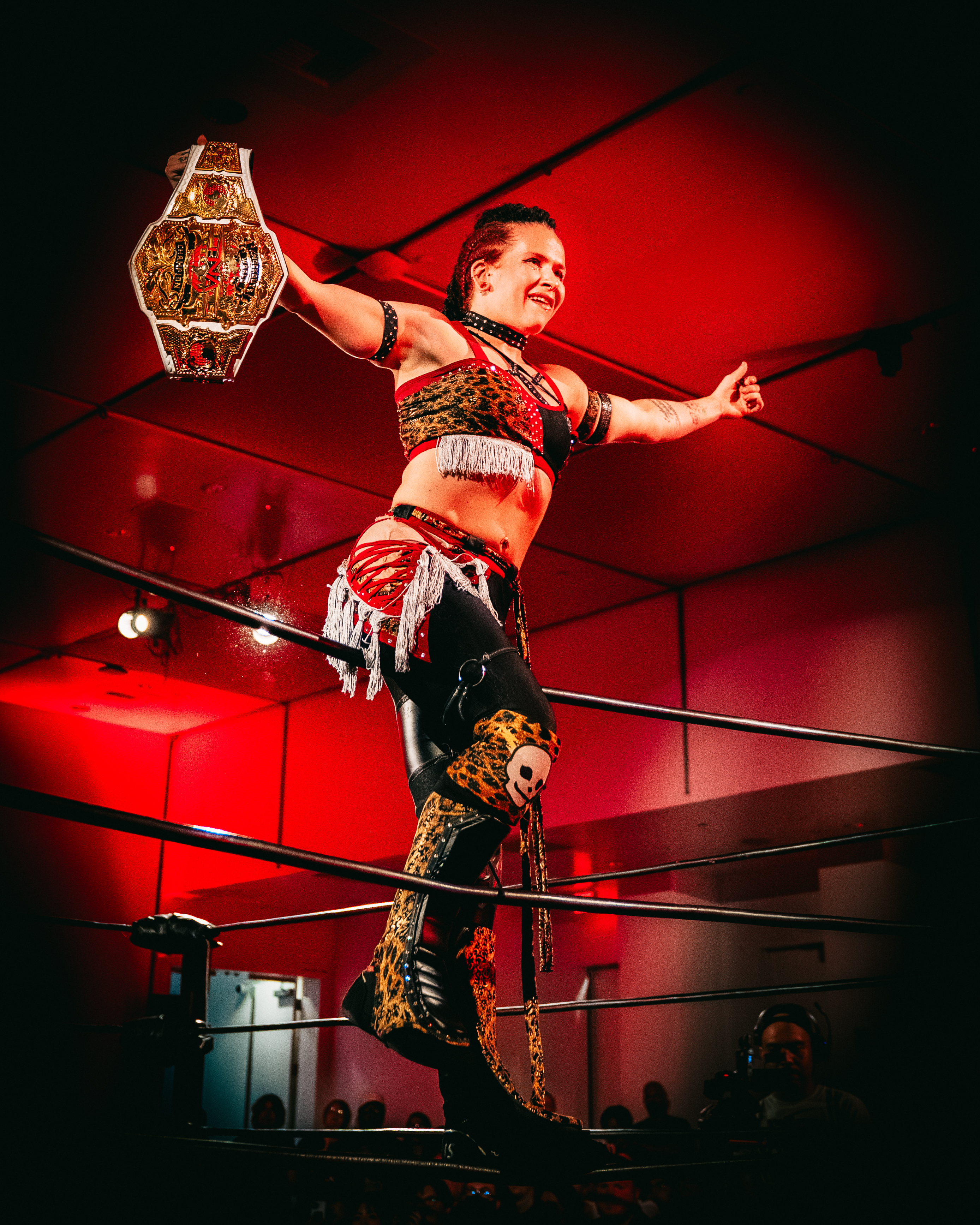
Slamovich con el cinturón del TNA Knockouts World Championship

  - CFU Undisputed Championship (1 vez, actual)[6]

- Expect The Unexpected Wrestling
  - ETU Keys To The East Championship (1 vez, inaugural)
  - ETU Keys To The East Championship Tournament (2022)[7]

- Game Changer Wrestling
  - GCW World Championship (1 vez)[8]
  - Do or Die Rumble (2023)[9]
  - Segunda mujer en haber ganado un título mundial masculino

- Global Syndicate Wrestling
  - GSW Women's World Championship (1 vez)[6]
  - GSW Soul Of Syndicate Championship (1 vez)[6]

- Impact Wrestling/Total Nonstop Action Wrestling
  - TNA Knockouts World Championship (1 vez)
  - Impact 
/TNA Knockouts World Tag Team Championship (3 veces) – con Killer Kelly y Alisha Edwards.

- Victory Pro Wrestling
  - VPW Women's Championship (1 vez)[6]

- Westside Xtreme Wrestling
  - wXw Women's Championship (1 vez, actual)

- Pro Wrestling Illustrated
  - Situada en el Nº14 en el PWI Women's 150 en 2022[10]
  - Situada en el Nº110 en el PWI 500 en 2022[11]
  - Situada en el Nº15 en el PWI 500 en 2023[12]

- Sports Illustrated
  - Situada en el Nº10 en el top 10 wrestlers en 2022[13]